# Huancané (Chulumani)
Huancané ist eine Kleinstadt im Departamento La Paz im südamerikanischen Anden-Staat Bolivien.

## Lage im Nahraum
Huancané ist zentraler Ort des Kanton Huancané und drittgrößte Ortschaft im Municipio Chulumani in der Provinz Sud Yungas. Die Ortschaft liegt in einer Höhe von 1820 m fünf Kilometer nördlich der Provinzhauptstadt Chulumani.

## Geographie
Huancané liegt in den bolivianischen Yungas am Ostabhang des Hochgebirgsrückens der Cordillera Real. Das Klima ist ein typisches Tageszeitenklima, bei dem die mittlere Schwankung der Tagestemperaturen deutlicher ausfällt als die jahreszeitlichen Schwankungen.
Die mittlere Durchschnittstemperatur der Region liegt bei 21 °C (siehe Klimadiagramm Chulumani), die mittleren Monatswerte schwanken nur unwesentlich zwischen 18 °C im Juli und 22 °C im Dezember. Der Jahresniederschlag beträgt etwa 1150 mm, die Monatsniederschläge liegen zwischen etwa 20 mm in den Monaten Juni und Juli und mehr als 150 mm von Dezember bis Februar.

## Verkehrsnetz
Huancané liegt in einer Entfernung von 124 Straßenkilometern östlich von La Paz, der Hauptstadt des gleichnamigen Departamentos.
Von La Paz führt die asphaltierte Nationalstraße Ruta 3 in nordöstlicher Richtung 60 Kilometer bis Unduavi, von dort zweigt die unbefestigte Ruta 25 in südöstlicher Richtung ab entlang des Río Unduavi und erreicht nach 64 Kilometern Huancané. Von dort führt sie weiter über Chulumani, Inquisivi und Independencia (Ayopaya) und trifft nach 412 Kilometern bei Vinto auf die Ruta 4, die auf weiteren fünfzehn Kilometern Cochabamba erreicht.

## Bevölkerung
Die Einwohnerzahl der Ortschaft ist in den vergangenen beiden Jahrzehnten um fast die Hälfte angestiegen:
| Jahr | Einwohner | Quelle       |
| ---- | --------- | ------------ |
| 1992 | 627       | Volkszählung |
| 2001 | 686       | Volkszählung |
| 2012 | 922       | Volkszählung |
| 2024 |           | Volkszählung |

Die Ortschaft weist einen hohen Anteil an Aymara-Bevölkerung auf.